# مسجد جامع گراش
مسجد جامع گراش در محله (پاقلعه) شهرستان گراش، استان فارس واقع است که بعلت نداشتن سنگ لوح، تاریخ ساخت و بانی آن، مشخص نیست، ولی بنابر اقوال، این مسجد که در زمان حکمرانی دهباشی کربلایی، علیرضا گراش کلانتر و ضابط بیشتر نواحی لارستان (متوفی ۱۲۷۹ هجری قمری در سن ۱۱۸ سالگی) فرسوده شده بود، به همت وی به طور کامل تخریب و به شکل امروزی آن ساخته شد که در این مدت، یکبار توسط آقای سید حبیب الله، سید افقهی (روحانی محل) و باردیگر نیز توسط حاج حسین رضا زاده (نواده‌های دهباشی و متولی کنونی مسجد جامع) تعمیرات و تغییرات جزئی بر روی آن صورت گرفته است. این بنا شاما: یک حیاط، سالن اصلی، شبستان، حیاط خلوت چند اتاق انباری و حوضخانه است. سالن بنا دارای سیزده ستون وچهار پنجره سنگی مشبک، در سمت محراب است و سقف آن با طاق‌های تیزه‌دار شرقی و غربی در قسمت جلوی سالن و طاق‌های شمالی و جنوبی، در قسمت‌های عقب قرار گرفته است. در سه ضلع بنا نیز طاق نماهایی به همان اندازه ساخته شده، و در ضلع غربی آن به تعداد طاق‌ها، درهای بزرگی که رو به حیاط باز می‌شود، در نظر گرفته شده است.
حیاط حوضخانه و اتاق های‌ انباری در جلو ساختمان و در سمت غربی بنا واقع شده است و حیاط خلوت که به بیرون از ساختمان نیز راه می‌یابد، در سمت شمالی آن، قرار دارد.